# Bufalini (famiglia)
Bufalini è una famiglia aristocratica italiana, originaria di Città di Castello.

## Esponenti illustri
- Niccolò dei Bufalini (1450 ca. – 1506), avvocato concistoriale italiano
- Leonardo Bufalini (fine XV sec. – 1552), architetto italiano
- Giulio I Bufalini (XVI secolo), colonnello pontificio
- Niccolò II Bufalini (XVI secolo), militare al servizio di Cosimo I de' Medici
- Giovan Battista Bufalini (XVI secolo), figlio di Niccolò II e padre di Ortensia
- Ventura Bufalini (?-1570), vescovo di Massa Marittima
- Ortensia Bufalini (1575-1644), madre del cardinale Giulio Mazzarino
- Filippo Bufalini (XVII secolo), padre del cardinale Giovanni Ottavio
- Giulio III Bufalini (?-1736), militare al servizio dello Stato Pontificio
- Giovanni Ottavio Bufalini (1709-1782), cardinale italiano
- Giulio Bufalini (?-1798), militare

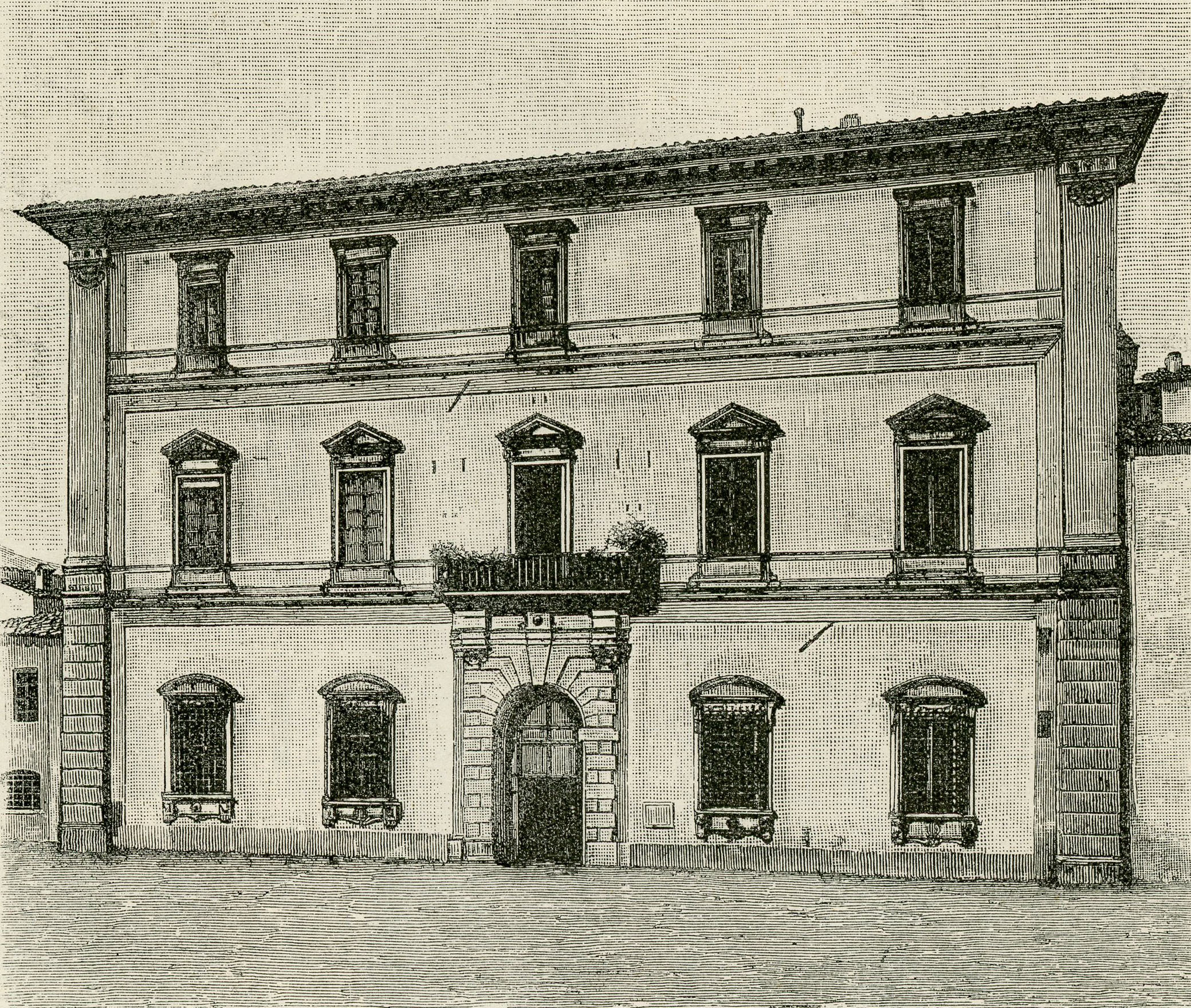
Città di Castello, Palazzo Bufalini

## Proprietà
- Castello Bufalini a San Giustino
- Palazzo Bufalini a Città di Castello
- Palazzo Bufalini a Toffia